# Neivamyrmex agilis
Neivamyrmex agilis es una especie de hormiga guerrera del género Neivamyrmex, subfamilia Dorylinae. Esta especie fue descrita científicamente por Borgmeier en 1953.
Desde el suroeste de Norteamérica hasta México, principalmente en el desierto de Chihuahua.